# Virgin Atlantic Airways
Virgin Atlantic Airways, meestal Virgin Atlantic genoemd, is een van de luchtvaartmaatschappijen van Richard Branson's Virgin Group, dat langeafstandsvluchten uitvoert tussen Londen en Noord-Amerika, de Caraïben, Afrika en Azië. De basis is Londen Heathrow (LHR), met een hub op Londen Gatwick (LGW) en Manchester Airport (MAN).

## Geschiedenis
Virgin Atlantic Airways is opgericht in 1982 als British Atlantic Airways. De eerste vlucht vond plaats op 22 juni 1988 van Londen Gatwick naar Newark in de Verenigde Staten. Na overname door de Virgin Group van Richard Branson in 1984 werd de naam gewijzigd in Virgin Atlantic Airways. In november 2012 maakten de luchtvaartmaatschappijen Air France-KLM en Delta Airlines belangstelling te hebben voor een belang van 100% in het verlieslijdende Virgin Atlantic, maar dit is niet gerealiseerd.
Medio december 2012 werd bekend dat het Amerikaanse Delta Airlines het belang van 49% in Virgin Atlantic overneemt van Singapore Airlines. Delta betaalt hiervoor € 277 miljoen, dat is minder dan de helft van wat Singapore Airlines in 1999 op tafel legde. Door de overname krijgt Delta toegang tot de landingsrechten van Virgin op Londen Heathrow en beide partijen zetten een samenwerkingsverband op voor trans-Atlantische vluchten. Richard Branson deelde mee dat Virgin Group het belang van 51% zal behouden en dat de merknaam Virgin blijft bestaan. 
In het gebroken boekjaar 2011/12, dat per 29 februari 2012 werd afgesloten, rapporteerde de luchtvaartmaatschappij een omzet van £ 2,7 miljard. Door de sterk gestegen brandstofkosten leed het een verlies voor belastingen van £ 80 miljoen. In dat jaar werden iets meer dan vijf miljoen passagiers vervoerd.
Eind juli 2017 werd bekend dat Air France-KLM een aandelenbelang zou gaan nemen van 31% in Virgin Atlantic voor circa € 250 miljoen. In 2015 realiseerde Virgin Atlantic een omzet van € 3,1 miljard met een vloot van 39 toestellen. In december 2019 maakten partijen bekend dat deze transactie niet doorgaat al blijft de samenwerking tussen beide partijen en Delta Air Lines met diensten over de Atlantische Oceaan bestaan.
Vanwege de coronacrisis vroeg Virgin Atlantic € 570 miljoen aan financiële hulp aan de Britse regering, maar deze aanvraag werd afgewezen. Als gevolg hiervan zette Virgin Group op 26 april 2020 het aandelenpakket van 51% in de luchtvaartmaatschappij te koop. In juli werd een overeenkomst bereikt, Virgin Atlantic krijgt £ 1,2 miljard om door deze moeilijke periode te komen. Virgin Group levert een bijdrage van £ 200 miljoen, het Amerikaanse hedgefonds Davidson Kempner Capital Management steunt de operatie ook financieel en schuldeisers hebben schulden kwijtgescholden en uitstel van betaling gegeven op leningen met een totale waarde van £ 450 miljoen. Er gaan wel 3500 banen verloren.
Door de pandemie vervoerde Virgin Atlantic in 2020 slechts 1,2 miljoen passagiers, het jaar ervoor waren dit er nog 5,9 miljoen. De omzet daalde van £ 2,9 miljard in 2019 naar £ 868 miljoen. In beide jaren werd een verlies geleden, maar met £ 864 miljoen in 2020 was dit een forse verslechtering ten opzichte van 2019 toen het verlies nog £ 55 miljoen bedroeg. Het aantal medewerkers daalde met 40% naar 5907 per 31 december 2020. De vliegtuigen werden tijdens de pandemie gebruikt voor het vrachtvervoer.

## Activiteiten
Virgin Atlantic is een internationale luchtvaartmaatschappij gevestigd in het Verenigd Koninkrijk. Het voert vooral lange afstandsvluchten uit naar 30 bestemmingen in 17 landen. De meest vluchten zijn op de Verenigde Staten en Midden-Amerika, maar Virgin Atlantic heeft ook bestemmingen in Afrika, het Midden-Oosten, India een tot slot een bestemming in China. In 2023 vlogen 5,3 miljoen passagiers met de maatschappij. Verder werd 150.000 ton vracht getransporteerd.
Naast de luchtvaartmaatschappij zijn er nog drie kleinere bedrijfsonderdelen:
- Virgin Atlantic Holidays, een reisbureau
- Virgin Atlantic Cargo, voor het vervoer van vracht
- Virgin Atlantic flyingclub, voor de afwikkeling van het loyaliteitsprogramma.

Virgin Atlantic heeft de ambitie om in 2050, per saldo, geen koolstofdioxide uit te stoten. De vloot is relatief nieuw met een gemiddelde leeftijd van zeven jaar. Er zijn orders geplaatst voor 19 Airbus A330neos. De laatste A330  wordt in 2028 geleverd. 

### Vloot
De vloot van Virgin Atlantic Airways bestond in januari 2024 uit de volgende vliegtuigen:
| Type               | In Dienst | Bestellingen | Passagiers | Passagiers | Passagiers | Passagiers | Passagiers | Opmerkingen |
| Type               | In Dienst | Bestellingen | J          | W          | Y          | Totaal     | Ref        | Opmerkingen |
| ------------------ | --------- | ------------ | ---------- | ---------- | ---------- | ---------- | ---------- | ----------- |
| Airbus A330-900neo | 4         | —            | 32         | 46         | 180        | 258        | -          | —           |
| Airbus A330-300    | 10        | —            | 31         | 48         | 185        | 264        | [ 10 ]     | —           |
| Airbus A350-1000   | 9         | N/A          | 44         | 56         | 235        | 335        | [ 11 ]     | —           |
| Boeing 787–9       | 17        | —            | 31         | 35         | 192        | 258        | [ 12 ]     | —           |
| Totaal             | 40        | N/A          |            |            |            |            |            |             |